# 폭풍 속으로 (2004년 드라마)
《폭풍 속으로》는 2004년 3월 13일부터 2004년 5월 30일까지 방영된 서울방송 주말 특별기획 드라마이다.

## 등장 인물
- 송윤아 : 차미선 역
- 김석훈 : 김현준 역
- 김민준 : 김현태 역
- 유선 : 유진경 역
- 박원숙 : 강인주 역
- 김무생 : 유병석 역
- 이덕화 : 김성철 역
- 박상면 : 안동수 역
- 양금석 : 송지연 역
- 이다희 : 이정연 역
- 엄지원 : 오정희 역
- 성지루 : 공수창 역
- 이재포 : 양광열 역
- 이재용 : 김기호 역
- 여호민 : 김재서 역
- 이찬 : 만수 역
- 김승민 : 이정환 역
- 정한헌 : 김 사장 역
- 안규련 : 다방 레지 역
- 박정우 : 한정수 역
- 서지혜 : 유리 역
- 최항석 : 한비서 역
- 김명수 : 유선우 역
- 김광규 : 장세봉 역
- 정선우 : 미찌꼬 역
- 송민형 : 김 실장 역
- 김정태 : 노상래 역
- 윤용현 : 양종대 역
- 오윤아
- 윤서현
- 공재원
- 차기환
- 박규점 : 한기열 역
- 최익준
- 정종준
- 최준용
- 박충선
- 전해룡
- 이정성
- 이계인
- 장은비
- 김동균
- 옥승일
- 서범식
- 황미선
- 백승욱
- 황보라
- 김형범

## 수상
- 2004년 SBS 연기대상 특별기획 부문 연기상, 10대 스타상 송윤아

## 참고 사항
- 당초 SBS 주말 특별기획 드라마로 편성됐으나 《왕의 여자》 후속 월화극으로 기획된 《2004 인간시장》과 편성을 맞바꿔 《왕의 여자》 후속으로 변경되었다. 그러나, MBC 《대장금》의 연장방영이 결정되자 해당 드라마는 다시 주말 특별기획 드라마로 되돌아왔다.
- 차미선 역의 송윤아는 97년 KBS 2TV에서 방영된 동명의 월화 미니시리즈[1]에 출연한 적이 있다.
- 캐스팅 문제로 어려움을 겪어왔는데 김석훈과 김민준 자리에는 당초 박신양, 이병헌(이상 김석훈), 배용준, 이정재(이상 김민준) 등이 물망에 올랐으나 영화 촬영 등의 이유로 고사해 버렸다.
- 흡인력이 강한 톱스타의 부재, 인상적이지 못한 배경음악, 지루한 스토리, 1987년 MBC 《사랑과 야망》과 비슷한 스토리 등이 문제점으로 지적되었다.[2]
- 3월 11일, 박상면이 송윤아를 겁탈하려는 장면을 찍는 과정에서 대본대로 찍어야 한다는 제작진과 박상면의 갈등이 있었고, 3월 22일 방영분에서는 자세한 내용은 생략된 채 상황을 암시하는 선에서 그쳤다.[3]
- 4월 10일 방송에서 현태가 폭력배에게 끌려가 창고에서 주먹과 무릎과 구둣발로 안면과 복부 등을 구타당하는 장면을 느린 속도로 반복해 보여주고, 4월 17일 방송에서도 링 위에서 권투글러브도 끼지 않은채 1대 1격투기를 벌이며 무릎과 복부, 안면 등을 난타하는 장면을 장시간 반복 근접촬영 방식으로 보여주는 등 구타장면을 지나치게 자세하게 묘사하여 방송위원회로부터 경고처분을 받았다.[4]
- 양광열 역의 이재포는 도둑의 딸 담당 PD 성준기씨의 전작인 은실이 출연진에 속했었다[5].